# Puchar Chorwacji w piłce siatkowej mężczyzn (2023/2024)
Puchar Chorwacji w piłce siatkowej mężczyzn 2023/2024 (oficjalnie Hrvatski odbojkaški kup Vinka Dobrića 2023/2024) – 31. edycja siatkarskiego Pucharu Chorwacji zorganizowana przez Chorwacki Związek Piłki Siatkowej (Hrvatski odbojkaški savez, HOS). Zainaugurowana została 18 listopada 2023 roku.
W rozgrywkach o Puchar Chorwacji wzięło udział 15 drużyn – 12 uczestników Superligi w sezonie 2023/2024 oraz trzech zwycięzców pucharów regionalnych. Rozgrywki składały się z 1/8 finału, ćwierćfinałów, półfinałów oraz finału. We wszystkich fazach rywalizacja toczyła się systemem pucharowym, a o awansie decydowało jedno spotkanie.
Finał odbył się 13 marca 2024 roku w hali sportowej Lenije (sportska dvorana Lenije) w Vinkovci. Po raz 23. Puchar Chorwacji zdobył HAOK Mladost Zagrzeb, który w finale pokonał MOK Mursa Osijek. Najlepszym zawodnikiem (MVP) finału wybrany został Marko Repek.
Rozgrywki o Puchar Chorwacji poświęcone były pamięci byłego siatkarza i trenera Vinka Dobricia.

## System rozgrywek
Rozgrywki o Puchar Chorwacji w sezonie 2023/2024 składały się z 1/8 finału, ćwierćfinałów, półfinałów i finału. Nie był grany mecz o 3. miejsce. Uczestniczyli w nich: drużyny grające w sezonie 2023/2024 w Superlidze oraz zwycięzcy pucharów regionalnych. We wszystkich rundach rywalizacja toczyła się w systemie pucharowym, a o awansie decydowało jedno spotkanie.
Przed każdą rundą odbywało się losowanie wyłaniające pary meczowe. Losowanie 1/8 finału miało miejsce 3 listopada, ćwierćfinałów – 24 listopada, natomiast półfinałów – 9 lutego.
Przed losowaniem 1/8 finału drużyny podzielone zostały na rozstawione i nierozstawione. Rozstawionych było osiem najlepszych zespołów Superligi w sezonie 2022/2023.
| Drużyny rozstawione | Drużyny rozstawione  |
| ------------------- | -------------------- |
| 1.                  | HAOK Mladost Zagrzeb |
| 2.                  | MOK Mursa Osijek     |
| 3.                  | OK Ribola Kaštela    |
| 4.                  | OKM Centrometal      |
| 5.                  | OK Kitro Varaždin    |
| 6.                  | OK Medicinar Trnje   |
| 7.                  | OK Rovinj            |
| 8.                  | OK Split             |

| Drużyny nierozstawione |
| ---------------------- |
| MOK Čazma              |
| MOK Marsonia           |
| MOK Rijeka             |
| MOK Umag               |
| OK Sisak               |
| OK Zadar               |
| OK Zrinski Nuštar      |

Do drużyn rozstawionych dolosowywano drużyny nierozstawione. W ten sposób powstały pary meczowe 1/8 finału. Gospodarzami meczów w parach były zespoły nierozstawione.
| Para 1 | drużyna nierozstawiona | HAOK Mladost Zagrzeb |
| Para 2 | drużyna nierozstawiona | MOK Mursa Osijek     |
| Para 3 | drużyna nierozstawiona | OK Ribola Kaštela    |
| Para 4 | drużyna nierozstawiona | OKM Centrometal      |
| Para 5 | drużyna nierozstawiona | OK Kitro Varaždin    |
| Para 6 | drużyna nierozstawiona | OK Medicinar Trnje   |
| Para 7 | drużyna nierozstawiona | OK Rovinj            |
| Para 8 | drużyna nierozstawiona | OK Split             |

Losowanie par ćwierćfinałowych odbyło się zgodnie z zasadą, że do zwycięzców w parach 1-4 1/8 finału dolosowano zwycięzców w parach 5-8. Gospodarzami meczów w parach ćwierćfinałowych byli zwycięzcy w parach 5-8 1/8 finału.
W losowaniu par półfinałowych brały udział wszystkie kluby, które awansowały z ćwierćfinałów. Gospodarzami spotkań były drużyny, które zostały wylosowane jako pierwsze w parze.

## Drużyny uczestniczące
| Superliga (12 drużyn) | Superliga (12 drużyn) |
| --------------------- | --------------------- |
| HAOK Mladost Zagrzeb  | zwycięstwo            |
| MOK Marsonia          | 1/8 finału            |
| MOK Mursa Osijek      | finał                 |
| MOK Rijeka            | 1/8 finału            |
| OK Cratis Varaždin    | półfinał              |
| OK Medicinar Trnje    | ćwierćfinał           |
| OK Ribola Kaštela     | półfinał              |
| OK Rovinj             | ćwierćfinał           |
| OK Sisak              | 1/8 finału            |
| OK Split              | ćwierćfinał           |
| OK Zadar              | 1/8 finału            |
| OKM Centrometal       | ćwierćfinał           |

| Zdobywcy pucharów regionalnych (3 drużyny) | Zdobywcy pucharów regionalnych (3 drużyny) | Zdobywcy pucharów regionalnych (3 drużyny) |
| ------------------------------------------ | ------------------------------------------ | ------------------------------------------ |
| Regija Istok                               | OK Zrinski Nuštar                          | 1/8 finału                                 |
| Regija Jug                                 | —                                          | —                                          |
| Regija Sjever                              | MOK Čazma                                  | 1/8 finału                                 |
| Regija Zapad                               | MOK Umag                                   | 1/8 finału                                 |

Uwaga: Do 21 listopada 2023 roku OK Cratis Varaždin występował pod nazwą OK Kitro Varaždin.

## Rozgrywki

### 1/8 finału
Awans bez rozgrywek: OKM Centrometal
| 18.11.2023 17:00 (UTC+1) | OK Sisak | 0:3 (16:25, 13:25, 17:25) raport raport 2 | HAOK Mladost Zagrzeb | Sportska dvorana Zeleni brijeg, Sisak Widzów: 30 Sędziowie: Mislav Ptiček i Hrvoje Gerić |

| 13.12.2023 20:30 (UTC+1) | OK Zrinski Nuštar | 0:3 (19:25, 16:25, 17:25) raport raport 2 | MOK Mursa Osijek | Osnovna škola Zrinskih Nuštar, Nuštar Widzów: 62 Sędziowie: Damir Pišćak i Marin Šutalo |

| 18.11.2023 16:00 (UTC+1) | OK Zadar | 0:3 (17:25, 13:25, 14:25) raport raport 2 | OK Ribola Kaštela | Dvorana Krešimira Ćosića, Zadar Widzów: brak danych Sędziowie: Luka Humski i Tin Vedriš |

| 18.11.2023 18:00 (UTC+1) | MOK Rijeka | 1:3 (29:27, 21:25, 18:25, 19:25) raport raport 2 | OK Kitro Varaždin | Dvorana Mladosti, Rijeka Widzów: 50 Sędziowie: Toni Ivković i Ivan Jukić |

| 19.11.2023 17:00 (UTC+1) | MOK Marsonia | 2:3 (23:25, 25:14, 22:25, 25:16, 11:15) raport raport 2 | OK Medicinar Trnje | Sportska dvorana Vijuš, Slavonski Brod Widzów: 150 Sędziowie: Bruno Muha i Goran Kopić |

| 18.11.2023 17:00 (UTC+1) | MOK Čazma | 1:3 (25:22, 22:25, 16:25, 19:25) raport raport 2 | OK Rovinj | Srednja škola Čazma, Čazma Widzów: 47 Sędziowie: Matija Šulc i Mihael Bišćan |

| 26.11.2023 15:00 (UTC+1) | MOK Umag | 0:3 (19:25, 16:25, 9:25) raport raport 2 | OK Split | Osnovna škola Marije i Line, Umag Widzów: 60 Sędziowie: Ana Tomas i Dalibor Tota |

### Ćwierćfinały
| 31.01.2024 20:00 (UTC+1) | OK Rovinj | 0:3 (17:25, 12:25, 13:25) raport raport 2 | HAOK Mladost Zagrzeb | Sportska dvorana Gimnasium, Rovinj Widzów: 50 Sędziowie: Dalibor Tota i Ana Stipaničev Matečić |

| 31.01.2024 19:30 (UTC+1) | OK Medicinar Trnje | 2:3 (25:21, 17:25, 25:22, 18:25, 8:15) raport raport 2 | MOK Mursa Osijek | Školska sportska dvorana Boško Božić Pepsi, Zagrzeb Widzów: 100 Sędziowie: Toni Ivković i Ante Jukić |

| 31.01.2024 20:00 (UTC+1) | OK Split | 1:3 (25:19, 18:25, 18:25, 15:25) raport raport 2 | OK Ribola Kaštela | Sportski centar Bazeni Poljud, Split Widzów: 50 Sędziowie: Marin Sladić i Ivan Jukić |

| 31.01.2024 19:00 (UTC+1) | OK Cratis Varaždin | 3:1 (26:24, 23:25, 25:20, 25:20) raport raport 2 | OKM Centrometal | Gradska sportska dvorana Varaždin, Varaždin Widzów: 350 Sędziowie: Jasmin Ramić i Ksenija Jurković |

### Półfinały
| 28.02.2024 19:30 (UTC+1) | OK Ribola Kaštela | 0:3 (18:25, 26:28, 22:25) raport raport 2 | MOK Mursa Osijek | Gradska dvorana, Kaštel Stari Widzów: 250 Sędziowie: Tajana Kramar Šandl i Igor Pihler |

| 28.02.2024 18:00 (UTC+1) | OK Cratis Varaždin | 1:3 (19:25, 23:25, 27:25, 18:25) raport raport 2 | HAOK Mladost Zagrzeb | Gradska sportska dvorana Varaždin, Varaždin Widzów: 550 Sędziowie: Damir Pišćak i Bojan Bardić |

### Finał
| 13.03.2024 17:30 (UTC+1) | MOK Mursa Osijek | 1:3 (20:25, 19:25, 33:31, 20:25) raport raport 2 | HAOK Mladost Zagrzeb | Sportska dvorana Lenije, Vinkovci Widzów: 688 Sędziowie: Dalibor Tota i Ana Stipaničev Matečić |